# Richard Manning Jefferies
Richard Manning Jefferies (* 27. Februar 1889 in Cherokee County, South Carolina; † 20. April 1964 in Charleston, South Carolina) war ein US-amerikanischer Politiker und von 1942 bis 1943 Gouverneur von South Carolina.

## Frühe Jahre und politischer Aufstieg
Richard Jefferies besuchte bis 1910 die University of South Carolina. Anschließend studierte er Jura und wurde 1912 als Anwalt zugelassen. Das Geld für sein Studium verdiente er sich unter anderem als Lehrer. In den folgenden Jahren war er als Anwalt und Zeitungsverleger tätig. Nachdem er in den 1910er Jahren einige Ämter in der lokalen Parteiverwaltung der Demokraten ausgeübt hatte, wurde er von 1913 bis 1927 Richter am Nachlassgericht im Colleton County. Von 1926 bis 1958 war er im Senat von South Carolina.

## Gouverneur von South Carolina
Richard Jefferies wurde eher zufällig Gouverneur von South Carolina. In den Wahlen im November 1938 war Burnett Rhett Maybank für vier Jahre zum Gouverneur gewählt worden. Seine Amtszeit sollte ursprünglich erst im Januar 1943 enden. Im November 1941 trat Maybank zurück, um US-Senator in Washington, D.C. zu werden und sein Vizegouverneur Joseph Emile Harley wurde sein Nachfolger. Dieser war aber schwer krank und starb Ende Februar 1942. Entsprechend der Verfassung musste nun der Präsident des Senats das Amt des Gouverneurs übernehmen und das war zu diesem Zeitpunkt Richard Jefferies. Damit war er der dritte Gouverneur in einer einzigen Legislaturperiode. Es verblieb ihm bis zum Ende dieser Amtszeit weniger als ein Jahr. Diese Monate waren von den Kriegsanstrengungen geprägt. Zweimal kam der Krieg kurzfristig auch in die Nähe von South Carolina, als deutsche U-Boote den Hafen von Charleston verminen wollten.

## Weiterer Lebenslauf
Nach dem Ende seiner kurzen Amtszeit kehrt er wieder in den Senat seines Landes zurück, wo er bis 1958 verblieb. 1956 und 1960 war er Leiter des Nationalen Komitees der Demokratischen Partei. Außerdem war er seit 1944 bis zu seinem Tod Leiter der South Carolina Public Service Authority, einer in den 1930er Jahren entstandenen Gesellschaft zur Wasser und Stromversorgung des Landes, vergleichbar mit der Tennessee Valley Authority in Tennessee. Richard Jefferies war mit Annie Keith Savage verheiratet.